# Bernat de Quintaval reparteix els seus béns als pobres
Bernat de Quintaval reparteix els seus béns als pobres conegut també com a Sant Francesc, amb Bernat de Quintaval, fa caritat als pobres és un quadre d'Antoni Viladomat datat entre el 1724-1733 que actualment forma part de la col·lecció permanent del Museu Nacional d'Art de Catalunya. És un dipòsit de la Reial Acadèmia Catalana de Belles Arts de Sant Jordi de Barcelona, que va ingresssar a la col·lecció del Mnac, el 1906.

## Història
Procedeix la pintura de la sèrie de vint teles dedicades a sant Francesc d'Assís que decoraven el claustre major del convent de Sant Francesc de Barcelona. L'obra va ser encarregada durant el mandat del pare Fra Francesc Moragues (1721-1725), dins la reconstrucció que la mencionada ordre estava portant a terme un cop finalitzada la Guerra de Successió Espanyola. Encara que l'argument és la vida del sant Francesc, fundador de l'orde, també s'esperava de les pintures la posada en escena de les virtuts dels seus seguidors i exaltar la imatge de la congregació religiosa.
Segurament el comitent imposaria els models de la sèrie pictòrica i contribuiria a la iconografia de les representacions, és possible que ensenyés al pintor un corpus de gravats que reproduïa la vida de sant Francesc, com l'editada a Roma l'any 1594 de l'artista Francesco Villamena, la qual va ser també editada en castellà el 1649 per a la península Ibèrica. Moltes de les pintures de la sèrie de Viladomat, s'ha comprovat, que segueixen les composicions d'aquests gravats italians.
Al claustre del convent va romandre junt amb tota la sèrie fins al 1835. Hi va haver un breu temps entre 1812 i 1814 que va ser confiscada per passar a l'Escola Llotja, després de ser reclamada diverses vegades perquè fos tornada a l'escola on servia:«por ser una obra muy conducente para el Estudio y adelantos de los discípulos de la Ynstruccion publica», va reingressar a l'Escola de Belles Arts el 1835. Va ingressar el 1906 com a dipòsit al Museu d'Art de Catalunya, a on va aparèixer, al catàleg del mencionat museu de l'any 1936, amb el títol :A Gubbio, puede satisfacer su deseo de cuidar de los leprosos.
Existeixen uns esbossos, trobats a Berga, pintats pel mateix pintor on es reprodueixen tota la sèrie de les vint pintures. Es van fer conèixer per Joaquim Folch i Torres el 1925.

## Descripció
El tema és un episodi de la vida de sant Francesc d'Assís, que com era habitual il·lustrava les virtuts i els episodis més destacats del fundador de la congregació des del seu naixement fins a la seva mort, s'inspira en Lles Floretes de sant Francesc, un relat d'autor anònim escrit entre els segles xiii i XIV.
Les dues figures centrals representen a Francesc i un clergue, el pintor li ha donat al sant un paràmetre convencional de «vera efiggie», tal com es descriu a la literatura relacionada amb ell. Es troba en un pla frontal amb l'hàbit de la seva congregació, cenyit per la corda amb tres nusos que simbolitzen els tres vots franciscans de la pobresa, la castedat i l'obediència. El tractament del rostre és realista sense cap especial valoració espiritual això i mostrar-ho descalç, segurament era un motiu per commoure els fidels que veiessin la pintura. Contrasta la imatge del clergue vestit amb gran elegància, i que amb una gran dignitat, es dirigeix al reconeixement de l'església, per la seva acció de seguir al sant cap on aquest li indica.
Aquesta acció és l'escena que es troba a la part dreta de la pintura, on es mostra a fra Bernat de Quintaval -primer deixeble de sant Francesc-, lliurant els seus béns als pobres, compleix així, segons una llegenda, la revelació que va tenir en un somni la nit anterior que havia de complir el precepte de la Caritat. A l'angle dret més pròxim a l'espectador, s'observen les riqueses que està donant als indigents.
Al segon terme de la pintura, es mostra una altra escena de la vida del sant, on se'l veu demanant per a la construcció de l'església de sant Damià -escena que també està representada en una altra pintura de la sèrie-. La imatge de la ciutat d'Assís es mostra per la vista del perfil de la seva muralla. Encara que el tema principal és mostrar la vida de sant Francesc, també s'aprecia que el missatge que es vol donar és el de la caritat cristana i la importància de fer bones obres per obtenir indulgències.